# Карагундж (Мартуні)
Карагундж, Караундж (вірм. Քարահունջ) — село у Мартунинському районі Нагірно-Карабаської Республіки. Село розташоване за 20 км на південний захід від міста Мартуні, за 1 км на північ від траси Мартуні — Кармір шука (розвилки на Степанакерт та Гадрут), за 1 км на південь від села Керт, за 5 км на південний схід від села Колхозашен, за 7 км на схід від села Момна, за 5 км на північний схід від села Цоватех, за 7 км на північ від села Гергер, за 3 км на північний захід від села Сос та за 5 км на захід від села Гузе Чартар.